# Elatostema nanchuanense
Elatostema nanchuanense es una especie de planta del género Elatostema, perteneciente a la familia Urticaceae.

## Taxonomía
Elatostema nanchuanense fue descrita por Wen Tsai Wang en 1980.

## Distribución
Se encuentra en el territorio centro-sur y sudeste de China, y también en Vietnam.